# Buinaksk
Buinaksk o Temir-Khan-Xurà (rus: Буйна́кск, Buinaksk; àvar: Шура, Xurà; kumyk: Шура/Темирхан-Шура, Xurà/Temirkhan-Xurà) és una ciutat de la República de Daguestan, a Rússia, situada al peu del Caucas, 40 quilòmetres al sud-oest de la capital de la república Makhatxkalà. Al cens del 2010 tenia 62.623 habitants.

## Història

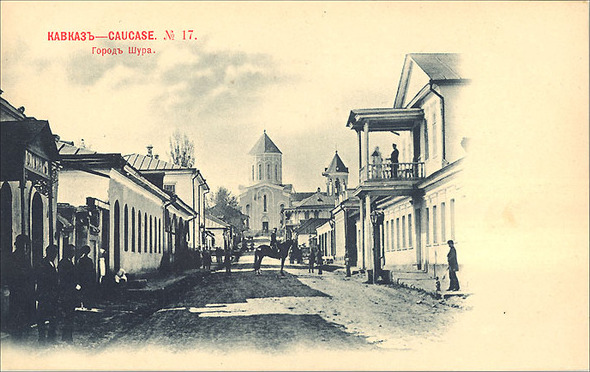
Temir-Khan-Xurà a la dècada del 1900

Abans del 1922 s'anomenava Temir-Khan-Xurà (Темир-Хан-Шура), que significa, el llac o penya-segat de Tamerlà de qui es diu que va acampar en aquest lloc el 1396 després de derrotar Toktamix durant la guerra entre Toktamix i Tamerlà. Apareix als annals russos per primer cop el 1590 quan els ambaixadors moscovites van passar-hi anant cap a Geòrgia. Era una ciutat petita governada per un Bek. L'any 1830, els russos la van destruir quan es va aliar amb Kazi Mulla. El 1834, Klugenau va construir-hi un fort a la roca damunt del llac i va esdevenir el quarter general del Regiment Apsheron i el fort rus més important de l'interior del Daguestan. El 1849, Hadji Murad va dirigir una batuda contra la ciutat. Era una localitat insalubre i Argutinski va desguassar el llac l'any 1858 per a prevenir les malalties.
El 1866 va rebre l'estatus de ciutat. El 1920, va esdevenir la capital de l'efímera República de la Muntanya del Nord del Caucas. El 13 de novembre de 1920, el govern de la RSFR de Rússia va declarar l'autonomia del Daguestan durant el congrés del poble daguestànic que va tenir lloc a Temir-Khan-Xurà. El 1922, la ciutat va ser rebatejada Buinaksk en honor del revolucionari local Ulubi Buinakski. El maig del 1970 va patir importants desperfectes per un terratrèmol.

## Estatus administratiu
Dins del marc de divisions administratives, Buinaksk és el centre administratiu del Districte de Buinaksk, encara que no en formi part. S'administra per separat com a Ciutat de Buinaksk, una unitat administrativa amb estatus igual al dels districtes. Com a divisió municipal, la Ciutat de Buinaksk està constituïda com a Ókrug urbà de Buinaksk.

## Demografia
Grups ètnics segons el cens del 2002:
- Àvars: 46,0%
- Kumyks: 31,4%
- Laks: 6,9%
- Darguins: 6,2%
- Russos: 6,0%

## Climatologia
| Dades climàtiques a Buinaksk       | Dades climàtiques a Buinaksk | Dades climàtiques a Buinaksk | Dades climàtiques a Buinaksk | Dades climàtiques a Buinaksk | Dades climàtiques a Buinaksk | Dades climàtiques a Buinaksk | Dades climàtiques a Buinaksk | Dades climàtiques a Buinaksk | Dades climàtiques a Buinaksk | Dades climàtiques a Buinaksk | Dades climàtiques a Buinaksk | Dades climàtiques a Buinaksk | Dades climàtiques a Buinaksk |
| Mes                                | gen                          | febr                         | març                         | abr                          | maig                         | juny                         | jul                          | ag                           | set                          | oct                          | nov                          | des                          | anual                        |
| ---------------------------------- | ---------------------------- | ---------------------------- | ---------------------------- | ---------------------------- | ---------------------------- | ---------------------------- | ---------------------------- | ---------------------------- | ---------------------------- | ---------------------------- | ---------------------------- | ---------------------------- | ---------------------------- |
| Màxima mitjana °C (°F)             | 1.0 (33.8)                   | 1.9 (35.4)                   | 6.4 (43.5)                   | 13.7 (56.7)                  | 20.4 (68.7)                  | 24.8 (76.6)                  | 27.6 (81.7)                  | 26.6 (79.9)                  | 21.6 (70.9)                  | 15.5 (59.9)                  | 8.5 (47.3)                   | 3.7 (38.7)                   | 14.31 (57.76)                |
| Mitjana diària °C (°F)             | −2.2 (28)                    | −1.3 (29.7)                  | 3.0 (37.4)                   | 9.2 (48.6)                   | 15.9 (60.6)                  | 20.2 (68.4)                  | 23.1 (73.6)                  | 22.3 (72.1)                  | 17.1 (62.8)                  | 11.5 (52.7)                  | 5.2 (41.4)                   | 0.7 (33.3)                   | 10.39 (50.72)                |
| Mínima mitjana °C (°F)             | −5.3 (22.5)                  | −4.4 (24.1)                  | −0.4 (31.3)                  | 4.8 (40.6)                   | 11.4 (52.5)                  | 15.6 (60.1)                  | 18.6 (65.5)                  | 18.0 (64.4)                  | 12.7 (54.9)                  | 7.6 (45.7)                   | 2.0 (35.6)                   | −2.2 (28)                    | 6.53 (43.77)                 |
| Precipitació mitjana mm (polzades) | 17 (0.67)                    | 23 (0.91)                    | 22 (0.87)                    | 30 (1.18)                    | 58 (2.28)                    | 65 (2.56)                    | 53 (2.09)                    | 42 (1.65)                    | 51 (2.01)                    | 41 (1.61)                    | 30 (1.18)                    | 19 (0.75)                    | 451 (17.76)                  |
| Font: Climate-Data.org             |                              |                              |                              |                              |                              |                              |                              |                              |                              |                              |                              |                              |                              |